# Früchtchen - Am Äquator ist alles möglich
Früchtchen - Am Äquator ist alles möglich que también fue exhibida con los títulos de Little Fruit from the Equator –en inglés- y  A Frutinha do Equador -en portugués-, es una película de coproducción de Alemania, Austria y Santo Tomé y Príncipe filmada en colores dirigida por Herbert Brödl sobre su propio guion que se estrenó el 6 de noviembre de 1998 en Alemania y tuvo como actores principales a Jacinto Alfonso, Simão de Sousa, Maria Neto y José Manuel Noronha.

## Sinopsis
En la pequeña isla Santo Tomé, ubicada en el ecuador frente a la costa oeste de África el grito con el que una anciana que está próxima a morir llama a su hijo distante hace que una fruta de pan de la altura de un hombre caiga frente a la cabaña del llamado, que interpreta el mensaje y bautiza al ente como Pequeña Fruta. Comienza el viaje acompañado y ayudado por el ente, una travesía durante la cual correrá peligro, afrontará desafíos y encontrará hechizos y contrahechizos hasta llegar a su madre. Un cuento de hadas africano, una suerte de docu-ficción que sirve para mostrar el maravilloso mundo isleño.

## Producción y exhibición
La película es el único largometraje rodado íntegramente en la isla con actores locales, que fueron elegidos después de una extensa investigación. Por ejemplo, la idea de la historia que cuenta la película le fue inspirada al director por su «horror» de lo que vio en una visita a una «casa de retiro» y justamente a allí conoció a la anciana que posteriormente interpretó el personaje de Ma.
Esta es la tercera película que Brödl rueda en zonas ubicadas sobre la línea del ecuador y con Jaguar and Rain (1994), Goldland (1996), Bad Boy (2000), Eclipse (2002) y Flyers (2008) integra lo que el director denomina su «Ciclo ecuatoriano». Fue exhibida en el Festival de Cine Nórdico de Lübeck el 6 de noviembre de 1998.

## Reparto
Intervinieron en la película los siguientes intérpretes:
- Jacinto Alfonso
- Atalmira
- Simão de Sousa
- Maria Neto
- José Manuel Noronha
- Agostinho Patriky
- João Quaresma
- Pascoa Soares

## Géneros de la película
Para el sitio del Festival Internacional de Cine de Róterdam (IFFR) la película «es un cuento de hadas africano burlesco, una road movie humorística y, como muchas películas de Brödl, un docudrama», y Arenas dice que el filme «funciona primariamente a un nivel alegórico, combinando elementos de cuento de hadas, documental, road-movie y comedia».

## Críticas
El sitio Cinema.de dice que el filme es «la mezcla bien fotografiada pero débil de Los dioses deben estar locos y El ataque de los tomates asesinos». Por su parte, Paulo Santos opina que el filme «no abandona el manejo de la cámara de tono documental, en un registro que raya en el periodista, pero mezcla fábula y documental sobre una fruta de pan gigante que contrasta con la miseria de los habitantes. Un aldeano ve su contacto con su madre muerta. Él no lo vende ni deja que la toque, y la crítica social del cineasta parte de eso».